# 국립5·18민주묘지관리소
국립5·18민주묘지관리소(國立-民主墓地管理所, May 18th National Cemetery)는 쾌적한 참배 분위기를 조성하고 녹색공간을 확대하며 민주이념 계승사업과 자라나는 세대에게 참다운 봉사와 5·18민주화운동정신을 제대로 배우고 느낄 수 있도록 설립된 대한민국 국가보훈부 소속의 묘지관리기관으로 국립5·18민주묘지관리소장(4급)은 서기관 또는 기술서기관으로 보한다. 광주광역시 북구 운정동 산 34번지에 위치하고 있다.

## 연혁
- 1993년 5월 13일 5·13대통령특별담화 묘역조성 발표
- 1994년 11월 1일 묘역조성공사 착공
- 1997년 5월 13일 묘역조성공사 완공
- 2002년 1월 16일 광주민주유공자예우에관한법률 공포
- 2002년 7월 27일 국립묘지 승격(대통령령 제17668호)
- 2002년 9월 11일 국립5·18묘지관리소 설치(대통령령 제17730호)
- 2023년 6월 5일 국가보훈부로 관리 이전

## 조직
- 시설관리계
  - 환경팀
  - 서무계
    - 조경팀
- 의전과장
  - 의전계
    - 안내팀
- 경비주임

## 같이 보기
- 국립5·18민주묘지